# ナス鋼帯
ナス鋼帯株式会社（なすこうたい、英文名称：NAS STAINLESS STEEL STRIP MFG.CO.,LTD.）は、大阪府大阪市中央区高麗橋4丁目に本社をおく、NASグループ（日本冶金工業グループ）のステンレス鋼帯メーカーである。

## 概要
日本初のステンレス鋼帯の専門メーカーであり、自動車、電子機器、医療関係等のステンレス鋼帯は、産業のあらゆる分野で使用されている。
ステンレス専業メーカーとして国内最大手である日本冶金工業の連結子会社である。会社名に冠されている「NAS（ナス）」とは、「Nippon-Yakin Austenite Stainless Steel」の略で、日本冶金工業が製造するステンレス鋼の商標のこと。
日本冶金工業から熱間圧延品、冷間圧延品を半製品として調達し、製鋼メーカーが注力していない、主に厚さ1mm以下の精密圧延の領域の冷間圧延を手掛けている（ステンレス精密圧延品）。

## 事業所
- 本社・大阪支店：大阪市中央区高麗橋4-1-1
- 東京支店：東京都中央区日本橋3-1-17

## 工場
- 滋賀工場：滋賀県湖南市小砂町4

## 株主
- 日本冶金工業 - 85.82％の株式を保有する筆頭株主、親会社。

## 沿革
- 1933年 – 合資会社三国鋼帯製造所として創立。
- 1937年 – 株式会社に改組。
- 1941年 – 冷間圧延ステンレス鋼帯の製造を開始。
- 1973年 - 日本冶金工業の系列会社となる。
- 1981年 - ナス鋼帯株式会社に社名変更。